# Lundsnegl
Lundsneglen (Cepaea nemoralis) er en snegl i ordenen Landlungesnegle.
Den er nært beslægtet med Havesneglen.
| Overside |